# Holly Woodlawn
Holly Woodlawn (Juana Díaz, 26 d'octubre de 1946 - Los Angeles, 6 de desembre de 2015), va ser una actriu, cantant i artista transgènere porto-riquenya, nacionalitzada estatunidenca.
Va néixer a Juana Díaz, Puerto Rico i es va criar a Miami. Filla de porto-riquenca Aminta Rodríguez i el soldat estatunidenc Joseph Ajzenberg. Es va mudar de Miami a la ciutat de Nova York on es va transformar en una de les drag queens més reconegudes finals dels anys 1980. Va ser una actriu transgènere famosa per Andy Warhol i Paul Morrissey amb les seves cintes Trash i Women in revolt de la dècada de 1970. Tenia 16 anys quan va filmar Trash i es va convertir en musa d'Andy Warhol. Després del temps Woodlawn es va dedicar en realitzar espectacles de cabaret amb entrades esgotades a Nova York i Los Angeles des de l'any 2000.
Va coescriure la seva autobiografia "Un Lowlife en Highheels" el 1991; en la portada del llibre es pot veure una fotografia seva en blanc i negre.
La cançó Walk on the Wild Side, de l'artista Lou Reed es va inspirar en Woodlawn "Holly va venir de Miami, Florida; va travessar tot Estats Units en autoestop…" ("Holly came from Miami, Fla hitchhiked her way across the USA...") com a compte en la seva autobiografia. Va morir el 6 de desembre de 2015 als 69 anys, a Los Angeles de càncer.

## Filmografia
- 1970, Trash...Holly
- 1971,  Bad Marien's Last Year
- 1971, Women in Revolt ...Holly
- 1972, Scarecrow in a Garden of Cucumbers
- 1973, Broken Goddess
- 1978, Take Off
- 1993, Night Owl
- 1995,  The Matinee Idol
- 1995, Scathed
- 1996, Phantom Pain
- 1996, Bubblegum
- 1998, Billy's Hollywood Screen Kiss
- 1998,  Beverly Hills Hustlers (video)
- 1999, Twin Falls Idaho
- 2003, Milwaukee, Minnesota
- 2007, Alibi
- 2009, Heaven Wants Out
- 2011, The Ghosts of Los Angeles
- 2011,  The Lie
- 2012, Dust
- 2012, She Gone Rogue
- 2012, East of the Tar Pits
- 2014, Transparent sèrie de televisió

## Llibres
- 1991, "A Low Life in High Heels" va coescriure la seva autobiografia (ISBN 978-0060975128)[5]

| «                                                    | "...Holly va venir de Miami, Florida; va travessar tot Estats Units en autoestop, es va depilar les celles en el camí, es va depilar les cames llavors aquí va ser quan ell va ser ella, ella va dir: «hey baby, pren un passeig pel costat salvatge»"... | » |
| — Cançó "Walk on the Wild Side" de Lou Reed el 1972. | |   |